# Lentonauta
Lentonauta è un album di Gigi D'Agostino pubblicato online il 25 febbraio 2019 con lo pseudonimo Lento Violento.

## Tracce
1. Lentonauta
2. El Dia (Disco Mix)
3. Soy Libre
4. Vivo Per Lei
5. Lo Sono
6. Corde Percosse
7. The Sounds Go Around
8. Quello Che Fai (Extended Mix)
9. I Got to Stay Funky (Funky Dag in Mantra Mix)
10. Rozzo
11. Revival X
12. Hermosa Locura
13. Going in Doing
14. Corde Percosse (Progressive Mix)
15. Lentonauta (Cosmo Trip)
16. La Tonta (Distortion Mix)